# Moloch (minisérie)
Minisérie Moloch je politický thriller tvůrců Vratislava Šlajera, Štefana Titky a Lukáše Hanuláka, vyrobený v česko-slovensko-ukrajinské koprodukci. Diváky nechá nahlédnout do světa vysoké středoevropské politiky a tajných služeb. Začíná v Česku, kdy se po pokusu o atentát na prezidenta (Miroslav Donutil) investigativec Martin Braun (Jan Révai) pouští do pátrání po pachatelích; pomocnici nalézá v mladé online pátračce Julii (polská herečka Eliza Rycembelová). Vyšetřování dvojici zavede do nedávné minulosti, jakož i na Ukrajinu.
Prvý díl měl premiéru na platformě Canal+ 27. května 2025.

## Obsazení

### Hlavní a vedlejší role
| Miroslav Donutil | prezident České republiky Viktor Toman               |
| Jan Révai        | investigativní novinář Martin Braun                  |
| Eliza Rycembel   | online pátračka Julia                                |
| Andrea Mohylová  | policistka Jana Müllerová                            |
| Klára Issová     | ředitelka odboru komunikace prezidenta Táňa Rufusová |
| Vladimír Kratina | Martinův otec Lukáš Braun                            |
| Barbara Lukešová | premiérka Pavla Krausová                             |
| David Matásek    | ředitel BIS Antonín Lehovec                          |
| Beáta Kaňoková   | prezidentova dcera                                   |
| Ivana Andrlová   | první dáma                                           |
| Martina Jindrová | Dominika Svátková                                    |

## Další tvůrci
- Scénografie: Martin Rálek
- Casting: Madla Zachariášová, Petra Dienstbierová
- Masky: Miroslava Krepsová, Olga Khomyn Horáčková

## Slogan a citáty
Drž si své přátele blízko, nepřátele blíž
| „                 | Příběh se odehrává také v Kyjevě a na několika konkrétních místech zasažených válkou. Točit přímo na Ukrajině pro nás bylo klíčové proto, abychom příběhu dodali autenticitu. Pro velkou část místního štábu bylo natáčení Molochu po dlouhé době pracovní příležitostí a pro mě osobně to byl velmi silný zážitek. | “ |
| — režisér Hanulák | |   |

| „               | Pokus o atentát na prezidenta hned v prvním díle mě dost překvapil. Scénář je velmi dobře napsaný a seriál velmi dobře obsazený. Ale že se fikce stane realitou, bylo překvapující. Ve chvíli, kdy jsem dočítal scénář, totiž došlo na Slovensku k útoku na premiéra Roberta Fica. | “ |
| — herec Donutil | |   |

## Seznam dílů
| č. ep. v seriálu | č. ep. v řadě    | Původní název | Režie        | Scénář                      |
| --- | ---------------- | ------------- | ------------ | --------------------------- |
| 1 | Acton Bell       | Lukáš Hanulák | Štefan Titka | 27. května 2025 (na Canal+) |
| Investigativní novinář Martin Braun se během živé televizní debaty rozhodne zveřejnit nahrávku kompromitující prezidenta Viktora Tomana. Online pátračka Julia získává od kolegyně s anonymní přezdívkou Acton Bell informace o podezřelých aktivitách tajných služeb na Ukrajině. V tu chvíli dochází k útoku na prezidenta a všichni tři jsou zataženi do špionážních her a mocenských intrik, které mají s atentátem spojitost. |                  |               |              |                             |
| 2 | Vědomí a svědomí | Lukáš Hanulák | Štefan Titka | 3. června 2025 (na Canal+)  |
| Pokus o atentát na prezidenta Tomana otřese společností. Rozehrává se politická a diplomatická hra, v níž není jasné, kdo je přítel a kdo nepřítel. Julia s Martinem se snaží odhalit, co se stalo, a začíná jim jít o život. Jejich motivace nalézt pravdu se však liší; Juliu zajímá osud Acton Bell, Brauna zase tajemství rodinné minulosti. Pro oba se pátrání stává osobním.                                                 |                  |               |              |                             |
| 3 | V kruhu          | Lukáš Hanulák | Štefan Titka | 10. června 2025 (na Canal+) |
| Pátrání zavede Juliu a Martina až na válečnou Ukrajinu. Právě zde se skrývají důkazy o atentátu na Tomana. Ve hře je ale mnohem víc; minulost ožívá a jejich cesta se postupně mění v napínavý závod o přežití. Hledání pravdy má nejen pro ně osudové následky. |                  |               |              |                             |

## Výroba
Natáčení probíhalo v Praze, Ústí nad Labem, Jablonné nad Vltavou a též na Ukrajině mezi 22. červencem a 9. říjnem 2024.
Jako konzultant se na seriálu podílel novinář Ondřej Kundra z týdeníku Respekt.

## Recenze
- Ondřej Novotný, Novinky.cz  85 %[3]
- Mirka Spáčilová, MF DNES / iDNES.cz  60 %[4]